# ベニ・バニンギメ
ベニ・バニンギメ（Beni Tangama Baningime，1999年9月9日 - ）は、コンゴ民主共和国・キンシャサ出身のサッカー選手。スコティッシュ・プレミアシップ・ハート・オブ・ミドロシアンFC所属。ポジションはミッドフィールダー。

## 経歴
9歳の時に、エヴァートンFCに加入した。エヴァートンのユースチームでは、プレミアリーグ2とダラスカップで優勝した。2016-17シーズンのエヴァートンのユースチームの年間最優秀選手に選ばれた。2017年10月、EFLカップ・チェルシーFC戦でトップチームデビューを果たした。2017年10月29日、プレミアリーグのレスター・シティFC戦に出場し、プレミアリーグデビューを果たした。
2021年7月29日、ハート・オブ・ミドロシアンFCに3年契約で移籍した。

## 人物
ウィガン・アスレティックに所属するディヴァン・バニンギメは弟。

## 個人成績
2018年4月14日現在 
| クラブ         | シーズン | リーグ         | リーグ | リーグ | FAカップ | FAカップ | リーグカップ | リーグカップ | その他 | その他 | 合計 | 合計 |
| クラブ         | シーズン | ディヴィジョン | 出場   | 得点   | 出場     | 得点     | 出場         | 得点         | 出場   | 得点   | 出場 | 得点 |
| -------------- | -------- | -------------- | ------ | ------ | -------- | -------- | ------------ | ------------ | ------ | ------ | ---- | ---- |
| エヴァートンFC | 2017–18  | プレミアリーグ | 8      | 0      | 0        | 0        | 1            | 0            | 3      | 0      | 11   | 0    |
| 通算           | 通算     | 通算           | 8      | 0      | 0        | 0        | 1            | 0            | 3      | 0      | 11   | 0    |